# 簪花仕女圖
《簪花仕女圖》是一幅仕女圖，描繪的是唐代或五代十国时期的宫廷中的嫔妃，分“戏犬”、“慢步”、“看花”、“采花”四個部分。它現在雖然是一幅長卷，但因其畫心由三段畫絹拼接而成的，所以可能本是屏風畫。

## 描述
此畫上共有仕女五人、女侍一人，此外還有猧子狗、白鶴和辛夷花。六位女子均著低胸長裳、頭插步搖，“圓臉、蛾眉、長項、削肩”，除去女侍之外均有簪花。畫上有宋高宗“紹興”印、賈似道「悅生」印、安岐印等。

## 真偽
此畫傳為唐朝畫家周昉所繪。宋高宗為其第一位有跡可循的藏主，此畫為其绍兴内府藏品，他還讓人重裱過此畫。它在元明兩代再次失蹤，清代出現在安岐手中，并由安岐定周昉真跡，《石渠寶笈》亦定其為周昉真跡。1958年谢稚柳對其真偽提出疑議，認為畫中女子裝束與唐朝風格有出入，應該是南唐时期的作品。但1980年徐書城提出唐末存在“寬服大袖、高髻、簪花”等習俗，因此《簪花仕女圖》的確是唐畫。此外楊仁愷等也持與徐書城相似的觀點。